# 맥킬리긴저빌
맥킬리긴저빌(Gerbillus mackilligini)은 황무지쥐아과에 속하는 설치류의 일종이다. 이집트 남동부 사막에서 발견되며, 수단 인근 지역에서 서식하는 것으로 추정된다. 발루치스탄저빌로 분류되기도 했지만 현재는 별도의 종으로 간주하고 있다.